# Pachydema bullata
Pachydema bullata är en skalbaggsart som beskrevs av Hermann Burmeister 1855. Pachydema bullata ingår i släktet Pachydema och familjen Melolonthidae. Inga underarter finns listade i Catalogue of Life.